# Кад јагањци утихну (филм)
Кад јагањци утихну (енгл. The Silence of the Lambs) је амерички психолошки хорор филм, режисера Џонатана Демија, према сценарију који је Тед Толи написао на основу истоименог романа Томаса Хариса. Главну улогу тумачи Џоди Фостер као Кларис Старлинг, млада ФБИ приправница која лови серијског убицу познатог као „Бафало Бил” (Тед Левин), који дере кожу са својих женских жртава. Да би га ухватила, она тражи савет ухапшеног др Ханибала Лектера (Ентони Хопкинс), бриљантног психијатра, серијског убице и канибала. У филму такође глуме Скот Глен, Ентони Хилд и Кеси Лимонс.
Филм је биоскопски објављен 14. фебруара 1991. и зарадио је преко 272 милиона долара широм света, што га чини петим филмом са највећом зарадом те године. Приказан је на Берлинском филмском фестивалу, где је био у трци за Златног медведа, а Деми је награђен Сребрним медведом за најбољег редитеља. Постао је тек трећи филм (после филмова Догодило се једне ноћи и Лет изнад кукавичјег гнезда) који је освојио Оскаре у свих пет главних категорија: најбољи филм, најбоља режија, најбољи глумац, најбоља глумица и најбољи адаптирани сценарио. До данашњег дана је једини хорор филм који је освојио Оскара у категорији за најбољи филм.
Многи критичари, као и публика, сматрали су га једним од најбољих и најутицајнијих филмова свих времена. Часопис Empire га је 2018. сместио на 48. место листе „500 најбољих филмова свих времена”. Амерички филмски институт га је прогласио 65. најбољим америчким филмом, као и 5. најбољим америчким трилером свих времена, док су се Старлинова и Лектер нашли на листи најбољих хероја и негативаца. Конгресна библиотека га је одабрала за чување у Националном регистру филмова Сједињених Држава због „културолошког, историјског, или естетског значаја”. Филм прати наставак Ханибал (2001), као и два преднаставка: Црвени змај (2002) и Уздизање Ханибала (2007).

## Радња
ФБИ је очајан у потрази за серијским убицом којег су прозвали „Бафало Бил”, који отима жене и скида им кожу. У нади да ће пронаћи неки траг испитујући затвореног серијског убицу, директор Џек Крофорд, шаље Кларис Старлинг, обећавајућу студенткињу са ФБИ-јеве академије, да испита злогласног Ханибала Лектера, генијалног форензичког психијатра који је постао канибалистички серијски убица.
Посетивши Лектерову ћелију, изванредно образовани и елоквентни Лектер одбија да да било какве информације. Како Старлингова одлучује да пође, манијакални пацијент у суседној ћелији ју попрска спермом по лицу и коси. Лектер постаје бесан видевши ову „нељудност”, па позива Старлингову назад у ћелију, где јој даје информације о једном од својих бивших пацијената у форми загонетки. Решивши загонетку, информација одводи Старлингову до земљишта у власништву Бенџамина Распејла (покојног бившег Лектеровог пацијента). У Распејловом аутомобилу проналази главу у посуди, која је вероватно припадала Распејлу.
Старлингова се враћа код Лектера и пита га о одрубљеној глави и Бенџамину Распејлу, а Лектер пориче да је умешан у то убиство. Лектер јој тада даје понуду, ако га пребаци у другу установу, помоћи ће јој да пронађе Бафало Била. Старлингова пристаје.
Бафало Бил отима Кетрин Мартин, ћерку америчке сенаторке Рут Мартин. Пронађена је шеста Билова жртва, а скинута јој је кожа с леђа. Старлинг помаже Крофорду на обдукцији, на којој проналазе лептирову чауру у жртвином грлу. Кларис поновно одлази код Лектера, којем је Крофорд обећао трансфер у болницу у Њујорку, да би започела с њим игру пуну загонетки и лажи. Лектер, рекавши како је договор предобар да би био истинит, почиње да захтева од Старлингове личне информације у замену за информације о Бафало Билу (quid prо quо). Крофорд је упозорио Старлингову да не говори Лектеру ништа лично, али она, очајнички желећи његову помоћ, игнорише његово упозорење и открије му своју најгору успомену из детињства.
Старлингова почиње да прича Лектеру о смрти свог оца, градског шерифа којег су убили двојица провалника док је био у ноћној патроли. Послата је рођацима на ранч у Монтани на којем су се држале овце и коњи. У замену, Лектер јој открива симболику откривене чауре у грлу шесте жртве: она симболизује промену (од гусенице преко чауре у лептира), тако да Бафало Бил такође жели промену. Говори јој и о сексуалном идентитету Бафало Била, како верује да је транссексуалац. Саветује јој да у болницама у којима се обављају операције промене пола потражи документе о пацијентима који су одбијени јер су пали на психолошком тесту.
У међувремену открива се како је Фредерик Чилтон, управник луднице, потајно снимао разговоре између Лектера и Старлингове у покушају да коначно уради профил злогласног Ханибала Лектера. Чилтон сазнаје и за Крофордову понуду и каже Лектеру. У замену, понуди Лектеру свој предлог. Ако Лектер открије идентитет Бафало Била, он ће га пребацити у другу установу, али једино ако открије Чилтону шта зна. Лектер инсистира да ће открити информацију једино сенаторки Рут Мартин, и то у Тенесију. Задовољан што се коначно решио Лектера који је био његов затвореник осам година, Чилтон се сложи и ужурбано напусти Лектерову ћелију.
У Тенесију, Лектер почиње да се игра са сенаторком Мартин, уживајући у њеној муци, али јој ипак даје неке информације о Бафало Билу: његово право име је Луис Френд, којег му је послао Распејл, како су Распејл и Френд били љубавници. С новим информацијама, ФБИ полази да спаси Кетрин.
Старлингова се сукобљава с Лектером, сумњајући како је Лектер дао сенаторки погрешно име. Сумња да је име анаграм „железног сулфида”, те захтева од њега да јој да право име. Лектер одбија и захтева да Старлингова заврши своју причу о свом најгорем сећању о детињству. Старлингова је свесна како је то једини начин да добије информације од њега, па му каже како је се пробудила једно јутро уз вриштање јагањаца док су их клали. Сведочећи ужасу, покушала је да спасе једно јагње односећи га, али је убрзо ухваћена, а јагње је ипак заклано. Лектер упита Кларис да ли је још прогоне звуци јагањаца и каже јој да вероватно она мисли да ће, спасивши Кетрин, вратити свој мир. Нервозна Старлингова почиње да захтева да јој Лектер открије Билово право име, али пре него што је успела да га сазна, из зграде су је избацили Чилтонови и Лектерови чувари. Ипак, она успева на тренутак да се истргне из чврстог загрљаја и дохватити документ од Лектера, који користи ту прилику да јој лагано додирне руку.
Исте вечери, Лектер захтева други оброк. Док је Чилтон испитивао Лектера у ћелији у Балтимору, оставио је хемијску оловку у његовој ћелији. Лектер је прогутао оловку, и након што ју је повратио, употребио је комадић како би откључао своје лисице док су му два полицајца носила други оброк. Слободан, Лектер једном полицајцу распори утробу, а другог угризе за лице. Кад су стигли специјалци, веровали су да су нашли Ханибала у лифту, тешко рањеног. Пре њиховог доласка, Лектер је заменио одећу са другим полицајцем, а његова кожа с лица послужила му је као маска. Верујући како је други полицајац жив, стављају Лектера у кола хитне помоћи и журе према болници. У међувремену, схватају како тело у лифту заправо припада другом полицајцу; током тог времена, Лектер убија екипу из амбулантних кола и бежи.
Старлингова се изненађује кад схвата да јој је Лектер оставио још трагова о Бафало Билу. Уз помоћ своје цимерке, Старлингова открива како је је нешто карактеристично у начину убиства прве Билове жртве. Фредерика Бимел је убијена прва, али пронађена трећа, што значи да је Бил хтео да сакрије њено тело. Старлингова претпоставља да је Фредерика познавала Била приватно.
Крофорд шаље Сатрлингову да истражи жртвин родни град, Белведере, у Охају, где открива да је она била кројачица. Одећа у њеном орману има закрпе у облику ромба, идентичне закрпама од коже које је Бафало Бил скинуо са задње жртве. Старлингова увиђа како је Бил вешт кројач који жели да се трансформише у жену носећи „женско одело” од праве коже. Назива Крофорда, који је већ кренуо да га ухвати. Лектерова теорија о транссексуалној хирургији довела је полицију до Џејма Гамба, из болнице Џонс Хопкинс. Крофорд предводи напад на Гамбову ординацију у Калумет Ситyју, у Илиноису, док специјалци одлазе у његову кућу. Старлингова наставља да испитује Бимелине пријатеље.
Сазнаје како је Бимелова једном радила за извесну госпођу Липман, међутим, врата на тој адреси јој је отворио мушкарац који се представља као „Џек Гордон”. Старлинговој пада на памет како је Гордон заправо Бафало Бил, те да му је право име Џејм Гамб. У кући успева да види трагове који је уверавају како је Гордон заправо Гамб. Извлачи свој пиштољ и покуша да ухапси Гамба, али он се изненада изгуби у подруму, а она почиње да га прати. Проналази Кетрин Мартин, живу, у сувом бунару. Светло се гаси, остављајући их у потпуном мраку. Гамб, носећи наочаре за ноћни вид, стаје уз Старлингову желећи да је упуца. Старлингова зачује клик, муњевито се окреће и упуца Била. Позива појачање, а Кетрин Мартин је спашена.
Током забаве поводом њеног дипломирања на ФБИ-јевој Академији, Старлингова се запрепашћује након што је ју је на телефон назвао Лектер. Он је пита да ли су ли јагањци престали да вриште, и обећава како је неће тражити, под условом да она не тражи њега. Осим тога, каже јој да му стари пријатељ „долази на вечеру”. Пре одјавне шпице, приказује се како Лектер уходи Фредерика Чилтона, који је дошао на исто место (Бахаме) како би се скрио од Лектера, знајући како ће он вероватно кренути на њега због његове окрутности док му је био управник.

## Улоге
| Глумац            | Улога                  |
| ----------------- | ---------------------- |
| Џоди Фостер       | Кларис Старлинг        |
| Ентони Хопкинс    | др Ханибал Лектер      |
| Скот Глен         | Џек Крофорд            |
| Тед Левин         | Џејм Гамб „Бафало Бил” |
| Ентони Хилд       | др Фредерик Чилтон     |
| Брук Смит         | Кетрин Мартин          |
| Дајана Бејкер     | Рут Мартин             |
| Кеси Лимонс       | Арделија Меп           |
| Френки Фејсон     | Барни Метјуз           |
| Трејси Волтер     | Ламар                  |
| Чарлс Непјер      | поручник Бојл          |
| Дени Дарст        | наредник Тејт          |
| Алекс Колмен      | наредник Џим Пембри    |
| Ден Батлер        | Роден                  |
| Пол Лазар         | Пилчер                 |
| Рон Ваутер        | Пол Крендлер           |
| Роџер Корман      | Хајден Бурк            |
| Крис Ајзак        | Командант              |
| Пол Лазар         | Пилчер                 |
| Хари Нортуп       | господин Бимел         |
| Маша Скоробогатов | млада Кларис           |
| Дон Брокет        | Пен Пол                |
| Стјуарт рудин     | Мигс                   |